# Opel Omega A
Opel Omega A var en øvre mellemklassebil fra Opel, produceret mellem september 1986 og marts 1994 som efterfølger for Opel Rekord E.
Ligesom den allerede i august 1982 udgåede Commodore fandtes Omega også med sekscylindrede rækkemotorer. En bedre udstyret søstermodel blev solgt under navnet Senator.
Årets Bil i Europa 1987, som i starten kun fandtes som sedan, havde en nykonstrueret undervogn med skråledsbagaksel og skivebremser på alle fire hjul. Ligesom forgængeren Rekord var Omega baghjulstrukket og fandtes også som stationcar (af Opel kaldet "Caravan").
Produktionen af Omega A blev indstillet i marts 1994. I april 1994 kom efterfølgeren Omega B på markedet.

## Design
Designet på Omega'en er ikke tilfældigt. Man brugte lang tid på tests i vindtunneler (et stort hit i slut 80'erne og starten af 90'erne) og bragte med Omega´ens runde former og "Kadett"-bagskærmen CW-værdien ned på 0,28, noget der bidrog til en fornuftig benzinøkonomi. Samtidig var bilen meget stor og rummelig, selvom den havde meget få ligheder med de tidligere Rekord-modeller var proportionerne dog stadig de samme.

## Motorprogram

### 4-cylindrede Omega'er
Man ønskede ikke længere de uøkonomiske CIH-motorer som ellers var kendt fra Opel Rekord og tidligere andre modeller, til trods for de var driftsikre. I stedet benyttede man 1,8- og 2,0-motorerne fra Opel's OHC-program. Disse to motortyper blev taget direkte fra Kadett E og Ascona C. 
1,8SEH var den eneste der brugte Bosch multipoint-indsprøjtning, og denne motorudgave overlevede også indtil faceliftet i 1990. 1,8NV og NVR havde problemer med tandremmen, og udviklede hurtigt en sygdom der i værste fald kunne knuse stempler og ventiler. NV samt NVR blev taget af modelprogrammet i løbet af det første år, og NV maskinen blev i stedet erstattet af SV maskinen i 1987.
Alle 4-cyl. motorer var kombineret med en R25 5-trins manuel gearkasse fra Opel selv, eller en AW03-71L automatgearkasse med 4 gear.
Den sidste 4-cyl. motorudgave i Omega er den (blandt Opelfans i dag) meget populære C24NE, som var en direkte videreudvikling af 2,2 CIH-maskinen fra Opel Rekord E2. 2,4'eren var udstyret med et Bosch M1,5 indsprøjtningsanlæg, og blev lavet da man fandt ud af at 1,8- og 2,0-maskinerne leverede for lidt moment. Motoren var en CIH opbygning, og leverede relativt små 125 hk, men leverede til gengæld 195 Nm. Denne maskine anses af mange sammen med 2,2-motoren fra Rekord E2 som de bedste motorer Opel nogensinde har lavet. Motoren havde 8 ventiler og et slagvolume på 2.410 cm³.
Dieselmotoren kom i 2 udgaver, dog begge CIH-motorer. En sugediesel eller turbodiesel. Begge motorer kom direkte fra Rekordprogrammets dieselmodeller, og blev ændret i produktionsforløbet. I 1988 blev DTR-modellen med ladeluftkøler introduceret.

### 6-cylindrede Omega'er
I 1987 monterede man, dog kun i stationcarvarianten, både C30LE og C30NE maskinerne (6-cyl. 12V CIH-rækkemotor) kendt fra Senator/Monza modellerne. Disse modeller var med samme udstyrspakke indvendigt og udvendigt som de 4-cyl. varianter af Omega'en. Henholdsvis leverede C30LE 156 hk og C30NE 177 hk. De blev ganske populære og dette gjorde også at næste trin for Opels motorprogram i Omega'en blev det nemmere.
I 1989 lancerede Opel nemlig Omega 3000 modellen. Denne kom både som stationcar og sedan, og denne gang var der større forskel på udstyret. 3000 modellen eksisterede da stadig med C30LE og C30NE maskinerne, men indvendigt var kabinen nu polstret med dellæder, læderrat, kørecomputer og masser af andre lækkerier. Kofangere for og bag var indfarvede sammen med sidespejle og dørlister, og en lille hækspoiler blev også monteret.
C30NE havde 130 kW (177 hk) og 240 Nm, mens C30LE havde 115 kW (156 hk) og 230 Nm.

### Samlet oversigt
4-cylindrede motorer
- 1.8N (18NV, LV9) OHC-rækkemotor med 2E3-karburator og 60 kW (82 hk) uden katalysator; 8/1986−8/1987
- 1.8 (18SV, LV9) OHC-rækkemotor med 2E3-karburator og 66 kW (90 hk) uden katalysator; 8/1986−8/1987
- 1.8S (E18NVR, LV9) OHC-rækkemotor med 2EE-karburator og 65 kW (88 hk) uden katalysator; 8/1987−10/1989
- 1.8i (18SEH, LV6) OHC-rækkemotor med L3-Jetronic og 85 kW (115 hk) uden katalysator; 8/1986−8/1987
- 2.0i (C20NEJ) OHC-rækkemotor med Motronic 1.5 og 73 kW (99 hk) med reguleret katalysator; 8/1990−8/1992
- 2.0i (C20NEF) OHC-rækkemotor med Motronic 1.5 og 74 kW (100 hk) med reguleret katalysator; 8/1990−8/1993 (kun myndighedsbiler)
- 2.0i (C20NE) OHC-rækkemotor med Motronic 4.1/1.5 og 85 kW (115 hk) med reguleret katalysator; 8/1986−8/1993
- 2.0i (20SE) OHC-rækkemotor med Motronic 4.1 og 90 kW (122 hk) uden katalysator; 8/1986−8/1987
- 2.4i (C24NE, LU6) CIH-rækkemotor med Motronic 1.5 og 92 kW (125 hk) med reguleret katalysator; 8/1988−8/1993

6-cylindrede motorer
- 2.6i (C26NE, LY0) CIH-rækkemotor med Motronic 1.5 og 110 kW (150 hk) med reguleret katalysator; 8/1990−8/1993
- 3.0i (C30LE, LF8) CIH-rækkemotor med Motronic 4.1 og 115 kW (156 hk) med reguleret katalysator; 8/1987−10/1989
- 3.0Si 12V GSI (30NE, LF1) CIH-rækkemotor med L2-Jetronic og 130 kW (177 hk) uden katalysator; 8/1987−8/1988
- 3.0i (C30NE, LF1) CIH-rækkemotor med Motronic 4.1/1.5 og 130 kW (177 hk) med reguleret katalysator; 8/1988−8/1992
- 3.0i 24V (C30SEJ, LF2) DOHC-rækkemotor med Motronic 1.5 og 147 kW (200 hk) med reguleret katalysator; 8/1990−8/1993
- 3000 24V GSI (C30SE, LF2) DOHC-rækkemotor med Motronic 1.5 og 150 kW (204 hk) med reguleret katalysator; 10/1989−8/1993
  - Irmscher
  - 3.0i EVO 500 (C30XEI) 6-cyl. DOHC-rækkemotor med 169 kW (230 hk) og reguleret katalysator
  - 3.6i (C36NEI) 6-cyl. CIH-rækkemotor med Motronic 4.1 og 153 kW (208 hk) med reguleret katalysator
  - 3.6i (C36NE) 6-cyl. CIH-rækkemotor med Motronic 4.1 og 145 kW (197 hk) med reguleret katalysator
  - 4.0i 24V (C40SE) 6-cyl. DOHC-rækkemotor med 200 kW (272 hk) og reguleret katalysator
  - Lotus
  - Lotus Omega (C36GET, LF2) 6-cyl. DOHC-rækkemotor med 277 kW (377 hk) og dobbelt reguleret katalysator

Dieselmotorer
- 2.3 D (23YD, LW7) 4-cyl. CIH-rækkemotor med fordelerindsprøjtningspumpe og 54 kW (73 hk), fra 9/1989 med katalysator; 8/1986−8/1993
- 2.3 TD (23YDT, LP6) 4-cyl. CIH-rækkemotor med fordelerindsprøjtningspumpe og turbolader med 66 kW (90 hk) uden katalysator; 8/1986−8/1988
- 2.3 TD (23DTR, LP6) 4-cyl. CIH-rækkemotor med fordelerindsprøjtningspumpe, turbolader og ladeluftkøler med 74 kW (100 hk) uden katalysator; 8/1988−8/1993

## Facelift i 1990
Faceliftet i juli 1990 var ikke af den voldsomme slags. Karrosseriet og det generelle udseende blev bibeholdt. Dog fik den nu lakerede kofangere med en bredere kromliste - herudover blev baglygterne tonet sagte, blinklysene foran blev lidt større for visuelt at gøre fronten bredere, frontgrillen fik en kromliste m.m.
Faceliftet gav også anledning til et nyt motorprogram, som viste sig at være et rigtig godt træk. Det startede med lanceringen af den 150 hk stærke 2,6i 12V række 6 motor (C26NE) som med sit "dual ram" indsprøjtningssystem en gang for alle gjorde op med det gamle Bosch indsprøjtning. Den største ændring i motorprogrammet var dog med den 6-cylindrede 24-ventilede C30SE-motor. 2 knastaksler, Dual Ram indsprøjtning og 3,0 liters volumen gav denne maskine hele 204 hk. Omega´en blev på den måde den første Opel model der fra fabrikkens side overskred 200hk mærket. Og det skulle blive voldsommere endnu. Herefter var alle Omega 3000 med denne maskine, og blev solgt som "Opel Omega 3000 24V".
- Opel Omega (1990–1994)
- Opel Omega Caravan (1990–1994)
- Bagfra
- Opel Omega 3000 (1992)

### Tekniske data for Omega 1991 model
|                                                | 2.0i                            | 2.4i                     | 2.6i                     | 3.0i                             | 3.0i 24V                        | 3.0i 24V                        | Lotus Omega               | 2.3 D                    | 2.3 TD                       |
| Motordata                                      |                                 |                          |                          |                                  |                                 |                                 |                           |                          |                              |
| Motortype                                      | R4-benzinmotor                  | R4-benzinmotor           | R6-benzinmotor           | R6-benzinmotor                   | R6-benzinmotor                  | R6-benzinmotor                  | R6-benzinmotor            | R4-dieselmotor           | R4-dieselmotor               |
| Antal ventiler pr. cylinder                    | 2                               | 2                        | 2                        | 2                                | 4                               | 4                               | 4                         | 2                        | 2                            |
| Ventilstyring                                  | OHC, tandrem                    | Central knastaksel, kæde | Central knastaksel, kæde | Central knastaksel, kæde         | 2 × DOHC, kæde                  | 2 × DOHC, kæde                  | 2 × DOHC, kæde            | Central knastaksel, kæde | Central knastaksel, kæde     |
| Fødesystem                                     | Multipoint                      | Multipoint               | Multipoint               | Multipoint                       | Multipoint                      | Multipoint                      | Multipoint                | Hvirvelkammer            | Hvirvelkammer                |
| Trykladning                                    | –                               | –                        | –                        | –                                | –                               | –                               | Biturbo, 2 ladeluftkølere | –                        | Turbolader, ladeluftkøler    |
| Køling                                         | Vandkøling                      | Vandkøling               | Vandkøling               | Vandkøling                       | Vandkøling                      | Vandkøling                      | Vandkøling                | Vandkøling               | Vandkøling                   |
| Boring × slaglængde                            | 86,0 × 86,0 mm                  | 95,0 × 85,0 mm           | 88,8 × 69,8 mm           | 95,0 × 69,8 mm                   | 95,0 × 69,8 mm                  | 95,0 × 69,8 mm                  | 95,0 × 85,0 mm            | 92,0 × 85,0 mm           | 92,0 × 85,0 mm               |
| Slagvolume                                     | 1998 cm³                        | 2410 cm³                 | 2594 cm³                 | 2969 cm³                         | 2969 cm³                        | 2969 cm³                        | 3615 cm³                  | 2260 cm³                 | 2260 cm³                     |
| Kompressionsforhold                            | 9,2:1                           | 9,2:1                    | 9,2:1                    | 9,2:1                            | 10,0:1                          | 10,0:1                          | 8,2:1                     | 23,0:1                   | 23,0:1                       |
| Maks. effekt ved omdr./min.                    | 85 kW (115 hk) 5200             | 92 kW (125 hk) 4800      | 110 kW (150 hk) 5600     | 130 kW (177 hk) 5800             | 150 kW (204 hk) 6000            | 147 kW (200 hk) 6000            | 281 kW (382 hk) 5500      | 54 kW (73 hk) 4400       | 74 kW (100 hk) 4200          |
| Maks. drejningsmoment ved omdr./min.           | 170 Nm 2600                     | 195 Nm 2400−2600         | 220 Nm 3600              | 240 Nm 4400                      | 270 Nm 3600                     | 265 Nm 3600                     | 568 Nm 4200               | 138 Nm 2400              | 218 Nm 2000−2200             |
| Kraftoverførsel                                |                                 |                          |                          |                                  |                                 |                                 |                           |                          |                              |
| Drivende hjul                                  | Baghjul                         | Baghjul                  | Baghjul                  | Baghjul                          | Baghjul                         | Baghjul                         | Baghjul                   | Baghjul                  | Baghjul                      |
| Gearkasse (standardudstyr)                     | 5-trins manuel                  | 5-trins manuel           | 5-trins manuel           | 5-trins manuel                   | 5-trins manuel                  | 5-trins manuel                  | 6-trins manuel            | 5-trins manuel           | 5-trins manuel               |
| Gearkasse (ekstraudstyr)                       | 4-trins automatisk              | 4-trins automatisk       | 4-trins automatisk       | 4-trins automatisk               | 4-trins automatisk              | 4-trins automatisk              | –                         | –                        | 4-trins automatisk           |
| Præstationer (Limousine)1                      |                                 |                          |                          |                                  |                                 |                                 |                           |                          |                              |
| Topfart                                        | 195 km/t (190 km/t)             | 200 km/t (198 km/t)      | 215 km/t (210 km/t)      | –                                | 240 km/t (235 km/t)             | –                               | 282 km/t                  | 163 km/t                 | 180 km/t (184 km/t)          |
| Acceleration 0-100 km/t                        | 11,8 sek. (13,0 sek.)           | 10,8 sek. (11,5 sek.)    | 9,8 sek. (10,8 sek.)     | –                                | 7,6 sek. (8,6 sek.)             | –                               | 5,4 sek.                  | 19,0 sek.                | 14,0 sek. (15,5 sek.)        |
| Brændstofforbrug pr. 100 km ved blandet kørsel | 7,7 liter (7,5 liter) Blyfri 95 | 8,3 liter Blyfri 95      | 9,4 liter Blyfri 95      | –                                | 9,2 liter (9,0 liter) Blyfri 95 | –                               | 10,3 liter Blyfri 95/98   | 7,0 liter Diesel         | 7,2 liter (7,1 liter) Diesel |
| Præstationer (Caravan)1                        |                                 |                          |                          |                                  |                                 |                                 |                           |                          |                              |
| Topfart                                        | 187 km/t (180 km/t)             | 192 km/t (190 km/t)      | 208 km/t (203 km/t)      | 220 km/t (217 km/t)              | –                               | 230 km/t (225 km/t)             | –                         | 155 km/t                 | 176 km/t                     |
| Acceleration 0-100 km/t                        | 13,0 sek. (14,0 sek.)           | 12,0 sek. (12,5 sek.)    | 10,5 sek. (11,5 sek.)    | 9,3 sek. (10,5 sek.)             | –                               | 8,2 sek. (9,25 sek.)            | –                         | 20,5 sek.                | 15,0 sek. (16,5 sek.)        |
| Brændstofforbrug pr. 100 km ved blandet kørsel | 8,5 liter (8,3 liter) Blyfri 95 | 8,8 liter Blyfri 95      | 9,8 liter Blyfri 95      | 10,1 liter (9,5 liter) Blyfri 95 | –                               | 9,7 liter (9,5 liter) Blyfri 95 | –                         | 7,5 liter Diesel         | 7,7 liter (7,6 liter) Diesel |

## EVO 500
Opel og motorsport er naturligvis to ting, der ikke kan skilles ad. Derfor begyndte man i samarbejde med Irmscher GmbH i 1990 et studie i en DTM homologeret racer. Bilen der blev valgt, var naturligvis Opel Omega. Og i henhold til homologeringsreglerne blev der produceret et begrænset oplag på 500 biler med modelbetegnelsen "Opel Omega EVO 500". EVO 500 adskilte sig en hel del fra den almindelige Omega 3000. Dog var det samme motor der var brugt som basis, nemlig C30SE, dog fik den med en ændret indsugning samt skarpere knastaksler et mindre powerboost til 230 hk. Maskinen fik navnet C30XEI. C30XEI adskiller sig udenpå og ydelsesmæssigt ikke meget fra C30SE maskinen. Men det folk ikke vidste, var at motoren allerede var forberedt til tuning. I maskinen fandt man nemlig smedede og hærdede komponenter som stempler, plejlstænger og en meget speciel krumtap. 
Det der nok adskilte EVO 500 fra den almindelige Omega 3000 allermest var udseendet. Pludselig så den store familiebil ond og brutal ud, og med ganske få midler. Skærmene var gjort større for og bag, og i stedet for de kedelige Kadett skærme i bag, sad der nu potente skærmkanter med plads til noget dæk. Forkofangeren var ændret drastisk og der var også monteret sideskørter, og ekstra dørpaneler. Bagpå havde Omega'en en potent udstødning med dobbelt afgang i et sæt flade firkantede afgangsrør lånt direkte fra GM i USA og deres Chevrolet Corvette. Det mest potente på EVO 500'eren er dog nok dens hækspoiler. En kæmpe sag, der umiddelbart virker nedtonet, indtil speedometernålen rammer 80 km/t. Ved denne hastighed hæves den nemlig hele 25 cm op fra bagsmækken på bilen og vinkles kraftigt. En detalje, der blot gav den et endnu mere brutalt udseende (og som Porsche og Lamborghini kopierede mange år senere). Fælgene skulle selvfølgelig passe til bilen, og ATS leverede (som flere gange tidligere til Opel's ekstraudstyrsprogram) nogle lige så potente af slagsen. De målte 8x18 tommer og blev leveret med 235/40 ZR dæk. EVO500 kunne prale af en 0-100 tid på kun 7,5 sekunder hvilket er flot for en bil med 1400 kg dødvægt, samt en topfart på 249 km/t.
At Omega EVO 500 kun fik meget begrænset succes i DTM, fik dog ikke Irmscher til at give op. Hvis man ønskede det kunne man fra 1991 bestille sin EVO 500 med en endnu mere potent maskine. Nemlig C40SE som ganske simpelt var en opboret 3,0 24V maskine fra Omega 3000 serien. Motoren fik frem for alt sin store volumen via en ny krumtapaksel der øgede volumen med 1000 ccm. Ydelserne var da også til at få øje på. 272 hk barberede et par tiendedele yderligere af 0-100 tiden, og anses i dag som en ganske sjælden maskine. Den kunne dog også bestilles til Senator B modellen.

## Opel Lotus Omega
Nogle år forinden havde GM købt Lotus i England. Og tiden var til at forene kræfter og se, hvad resultatet ville blive. Så i 1989 samtidig med udviklingen af C30SE-motoren begyndte Lotus arbejdet på bilen. Basis var i mere eller mindre grad en EVO 500 og udvendigt var der da heller ikke den store forskel. Største forskel var de 2 store luftindtag i motorhjelmen der kendetegner en Lotus Omega. Men under motorhjælmen var der sket ting og sager. Kompressionen på motoren blev sænket så drastisk at volumen blev øget til 3,6 liters volumen. 2 stk. Garrett T25 turboladere blev monteret og der blev plads til en "chargercooler" en vandkølet ladeluftkøler. Gearkassen blev taget direkte fra Corvette ZR1 og var en 6 trins manuel gearkasse fra ZF. Bagtøjet blev taget fra en lignende Holden-model i Australien, og var spærret 45%. Resultatet var direkte gruopvækkende. Lotus havde fået presset 382 hk ud af maskinen, og sindssyge 568 Nm ved 4200 omdr./min. Nok til at 0-200 km/t var overstået på 17 sekunder, og 0-100 på kun 5,4 sekunder. 
Da bilen blev lanceret i 1990 var der dette år kun en bil på markedet som var hurtigere, og det var en Ferrari F40 som i øvrigt var sidste år i produktion i 1990. Biler som Ferrari Testarossa, der også var på banen i 1990, måtte vige pladsen for en tysk kampvogn ved navn Opel Omega. Ydermere var det først i år 2000 at både BMW og Mercedes-Benz hver især lavede en 4-dørs sedan, der var hurtigere fra fabrikken. Bilen blev dog kritiseret hårdt af medierne da den kom. Der var ufattelig mange uheld med dem, og desværre har Opel aldrig været kendt for at tyverisikre deres biler ekstraordinært godt. Omega blev ofte stjålet og kørt vildt med, eller brugt som flugtbil for bankrøvere eller lignende. Kort og godt fik den bare et rigtig skidt ry. I dag vurderes det at ca. halvdelen af de oprindeligt producerede Lotus Omega stadigvæk eksisterer. 
I dag er både EVO 500 og Lotus Omega samlerobjekter, de ligger prismæssigt rimelig ens hvor Lotus'en måske kan have en tendens til at være lidt dyrere.

## Sedan med seks døre
I 1988 byggede den amerikanske karrosserifabrikant Armbruster & Stageway fra Arkansas en forlænget udgave af Omega med seks døre, som blev markedsført gennem Earnhart & Johansen.
Fra 1989 solgte Opel gennem deres forhandlernet ligeledes en seksdørs Omega. Bilen havde otte siddepladser og en udvendig længde på 5,58 meter ved en egenvægt fra 1555 kg alt efter udstyr. Som ekstraudstyr kunne den leveres med en fast midtersædebænk og en fjernbetjening til oplåsning af midterdørene.

## Sikkerhed
Det svenske forsikringsselskab Folksam vurderer flere forskellige bilmodeller ud fra oplysninger fra virkelige ulykker, hvorved risikoen for død eller invaliditet i tilfælde af en ulykke måles. I rapporterne Hur säker är bilen? er/var Omega A klassificeret som følger:
- 1999: Mindst 20% bedre end middelbilen[4]
- 2001: Mindst 20% bedre end middelbilen[5]
- 2003: Som middelbilen[6]
- 2005: Som middelbilen[7]
- 2007: Dårligere end middelbilen[8]
- 2009: Dårligere end middelbilen[9]
- 2011: Dårligere end middelbilen[10]
- 2013: Mindst 40% dårligere end middelbilen[11]
- 2015: Mindst 40% dårligere end middelbilen[12]

## Brasilien
Et nyt liv fik Omega i Brasilien, hvor den afløste den forældede Chevrolet Opala som stadigvæk var baseret på Opel Rekord C, og der blev den fra 1992 til 1998 produceret under navnet Chevrolet Omega i varianterne GL, GLS og CD. Caravan-modellen hed der Suprema. Motorerne var de fra Opel Omega kendte 2.0i og 3.0i, og senere en forældet 4,1-liters sekscylindret rækkemotor. Den anden brasilianske Omega-generation blev ikke produceret i Brasilien, men fra 2001 derimod importeret af Holden under navnet Holden Commodore.